# Aowin (peuple)
Pour les articles homonymes, voir Aowin.
Les Aowin sont un peuple d'Afrique de l'Ouest qui fait partie du grand groupe des Akans et est un sous-groupe des Agnis. Il vit principalement dans le sud de la Côte d'Ivoire et le sud du Ghana.

## Description
Le groupe ethnique Aowin vit à la frontière sud entre la Côte d'Ivoire et le Ghana. Ils parlent l'akan et sont un sous-groupe très proche des Agnis si bien qu'ils y sont régulièrement associés. Les populations Nzema et Sefwi les entoure. La population s'élève à 50.000 et leur principale activité est agricole.

## Histoire
Vers 1715, le peuple Aowin est regroupé en État et entre en campagne contre des États voisins : Sefwi, Ahafo et Nsoko. Ils forment la région d'Ahafo qui rejoint ultérieurement l'Empire ashanti.